# VT 641
,
VT 641, est une série d'autorails de la Deutsche Bahn, ils sont semblables aux X 73500 ou X 73900 de la SNCF.

## Technologie
Les autorails sont équipés de 2 moteurs MAN d'une puissance continue de 257 kW

## Parc
Les X 73914 et 73915 SNCF, acquis par le Land de la Sarre, leur sont extérieurement semblables.
Deux autorails, les 641 024 et 030, ont subi un accident les rendant inutilisables.
| Engins  | Mise en service | Radiation  | Livrée          | Dépôt     | Baptême             | Autorité organisatrice     |
| ------- | --------------- | ---------- | --------------- | --------- | ------------------- | -------------------------- |
| 641 001 |                 | /          | Rouge DB        |           | Rheinfelden         | Saxe-Anhalt                |
| 641 002 |                 | /          | Rouge DB        |           | Bad Säckingen       |                            |
| 641 003 |                 | /          |                 |           | Waldshut-Tiengen    |                            |
| 641 004 |                 | /          | Rouge DB        | Haltingen |                     | Bade-Wurtemberg            |
| 641 005 |                 | /          | Rouge DB        |           |                     | Bade-Wurtemberg            |
| 641 006 |                 | /          | Rouge DB        |           | Schwörstadt         | Bade-Wurtemberg            |
| 641 007 |                 | /          | Rouge DB        |           |                     | Bade-Wurtemberg            |
| 641 008 |                 | /          | Rouge DB        |           |                     |                            |
| 641 009 |                 | /          | Rouge DB        |           | Albbruck            |                            |
| 641 010 |                 | /          |                 |           | Klettgau            |                            |
| 641 011 |                 | /          | Rouge DB        |           |                     |                            |
| 641 012 |                 | /          | Rouge DB        |           | Lauchringen         |                            |
| 641 013 |                 | /          | Rouge DB        | Haltingen | Basel               | Bade-Wurtemberg            |
| 641 014 |                 | /          | Rouge DB        | Haltingen | Wehr                | Bade-Wurtemberg            |
| 641 015 |                 | /          | Rouge DB        | Haltingen | Murg                | Bade-Wurtemberg            |
| 641 016 |                 | /          | Rouge DB        |           |                     | Bade-Wurtemberg            |
| 641 017 |                 | /          | Rouge DB        | Haltingen | Dogern              | Bade-Wurtemberg            |
| 641 018 |                 | /          | Rouge DB        |           |                     |                            |
| 641 019 |                 | /          | Rouge DB        |           |                     | Thuringe                   |
| 641 020 |                 | /          | Rouge DB        |           |                     | Thuringe                   |
| 641 021 |                 | /          | Rouge DB        |           |                     | Thuringe                   |
| 641 022 |                 | /          | Rouge DB        |           |                     |                            |
| 641 023 |                 | /          | Rouge DB        |           |                     | Thuringe                   |
| 641 024 |                 | avril 2006 | Rouge DB        |           |                     |                            |
| 641 025 | 11 avril 2002   | /          | Rouge DB        | Hof       |                     | Bavière                    |
| 641 026 | 16 janvier 2002 | /          | Rouge DB        | Hof       | Markt Stammbach     | Bavière                    |
| 641 027 |                 | /          | Grise           | Leipzig   |                     | Transports de Leipzig (de) |
| 641 028 | 14 janvier 2002 | /          | Rouge DB        | Hof       | Kulmbach            | Bavière                    |
| 641 029 | 14 février 2002 | /          | Rouge DB        | Hof       | Neuenmarkt-Wirsberg | Bavière                    |
| 641 030 |                 | avril 2006 | Rouge DB        |           |                     | Bavière                    |
| 641 031 | 13 mars 2002    | /          | Rouge DB        | Hof       |                     |                            |
| 641 032 |                 | /          | Grise           | Leipzig   |                     | Transports de Leipzig (de) |
| 641 033 |                 | /          |                 |           |                     |                            |
| 641 034 |                 | /          | Grise           | Leipzig   |                     | Transports de Leipzig (de) |
| 641 035 |                 | /          | Grise           | Leipzig   |                     | Transports de Leipzig (de) |
| 641 036 |                 | /          | Rouge DB, Grise | Leipzig   |                     | Transports de Leipzig (de) |
| 641 037 | 21 mai 2002     | /          | Rouge DB        | Hof       |                     | Bavière                    |
| 641 038 | 21 mai 2002     | /          | Rouge DB        | Hof       | Trebgast            | Bavière                    |
| 641 039 | 29 mai 2002     | /          | Rouge DB        | Hof       |                     | Bavière                    |
| 641 040 | 28 mai 2002     | /          | Rouge DB        | Hof       |                     | Bavière                    |

## Modélisme
- La firme Hornby a reproduit en HO le VT 641 de la DB via la sous-marque Rivarossi, sur la base des X 73500 de la SNCF sortis sous le label Jouef.